# 5-й гвардейский минно-торпедный авиационный полк
5-й гварде́йский ми́нно-торпе́дный Конста́нцский авиацио́нный полк ВВС Черноморского флота  — воинская часть Военно-воздушных сил (ВВС) РККФ (Черноморского флота), принимавшая участие в боевых действиях Второй мировой войны с первого и до последнего дня. Полк был расформирован после распада СССР.

## Наименования полка
Условное наименование в/ч 42870.
- 2-й минно-торпедный авиационный полк;
- 5-й гвардейский минно-торпедный Констанцский авиационный полк;
- 5-й гвардейский тяжелобомбардировочный Констанцский авиационный полк специального назначения;
- 5-й гвардейский минно-торпедный Констанцский авиационный полк дальнего действия;
- 5-й гвардейский отдельный морской ракетоносный Констанцский ордена Отечественной войны авиационный полк;
- 5-й гвардейский морской ракетоносный Констанцский ордена Отечественной войны авиационный полк.

## История
В соответствии с Приказом НК ВМФ № 0026 от 15.11.1939 года, на аэродроме Сарабуз сформирован 2-й минно-торпедный авиационный полк. На формирование полка обращена 35-я минно-торпедная авиационная эскадрилья. На вооружении трёх эскадрилий полка были самолёты ДБ-3 и ДБ-3Ф. Первый командир полка — майор Алексей Григорьевич Биба. Полк вошёл в состав 63-й тяжелобомбардировочной авиабригады дальнего действия ВВС ВМФ. Управление бригады базировалось также на аэродром Сарабуз.
С началом советско-финляндской войны несколько экипажей полка в декабре 1939 года были направлены на Балтику, где принимали участие в боевых действиях против Финляндии. Вплоть до 1940 года вторая эскадрилья полка продолжала именоваться 35-й МТАЭ.
10 ноября 1940 года полк принимал участие в больших учениях совместно с кораблями Черноморского флота. На подведении итогов всему личному составу 2-го МТАП за успешное проведение учений и высокое боевое мастерство народный комиссар Военно-Морского Флота объявил благодарность.
К весне 1941 года шестьдесят процентов лётчиков полка летало ночью.
К началу войны полк имел состав в пять эскадрилий, с базированием управления полка на аэродроме Феодосия, 1-я и 2-я АЭ — на аэродроме Карагоз, а 3-я, 4-я и 5-я АЭ — на аэродроме Сарабуз. Были полностью боеготовыми 12 экипажей из 1-й и 2-й эскадрилий.

### Боевые действия полка
В ночь на 22 июня 1941 года полк находился на аэродромах рассредоточения в оперативной готовности № 2. 22 и 24 июня самолёты полка совершили налёты на румынскую военно-морскую базу Констанца. Операция проводилась совместно с 40-м бомбардировочным авиаполком, в ней участвовало семьдесят три экипажа. 13 июля выполнен налёт на нефтепромыслы в районе города Плоешти. Семь экипажей полка нанесли удар по румынскому порту Тульча. 8 и 13 сентября 1941 года 7 ДБ-3Ф полка, под командованием Героя Советского Союза майора Н. А. Токарева, нанесли удар по объектам противника в районе Бухареста. Вылеты были практически без истребительного прикрытия. Полк понёс тяжёлые потери и 30.09.1941 года остатки полка выведены на аэродромы Анапы и Краснодара для отдыха и доукомплектования. За большие потери (более половины списочного состава) командир полка Биба А. Г. снят с должности, вместо него назначен майор Токарев Н. А.
Боевые вылеты возобновились с середины октября 1941 года с полевых аэродромов в районах станиц Крымская, Константиновская и Курганная. С 03.12.41 года несколько экипажей действовали с площадки Херсонесский Маяк близ Севастополя.
В конце февраля 1942 года приказом командующего Черноморским флотом полк переведён на трёхэскадрильный состав.
Приказом НК ВМФ № 73 от 03.04.42 года 2-й минно-торпедный авиационный полк преобразован в 5-й гвардейский минно-торпедный авиационный полк ВМФ.
В июле выполнялись полёты на прикрытие кораблей у побережья Крыма. По состоянию на 3 июля 1942 года, в составе 5-го гв. МТАП на аэродроме Майкоп имелось 15 (11 исправных) Ил-4. В течение 4-5 августа полк перелетел на аэродром Гудауты, откуда работал по скоплениям войск и техники. К 25 сентября в полку оставалось 7 самолётов (пять исправных). 9 сентября 4 экипажа бомбили порт Ялта.
9 октября 1942 года, на основании приказа НК ВМФ № 0871, 5-й гв. МТАП был переведён на штат 030/264 (3 эскадрильи по 10 самолётов и 2 самолёта в управлении). 28 октября 1942 года в полк было передано 11 (13) самолётов Ил-4 и 14 (8) экипажей из состава 36-го МТАП, убывающего на переформирование. В течение последующего времени полк наносил бомбовые удары, вёл воздушную разведку плавсредств противника в акватории Чёрного и Азовского морей. Длительность полётов, которые экипажи выполняли днём и ночью при любых метеоусловиях, достигала 9 часов.
Для борьбы с торпедными катерами и сидящими на воде гидропланами несколько самолётов полка были переоборудованы и вооружены реактивными осколочно-фугасными снарядами калибра 132 миллиметра, РС-132.
25 ноября 1942 года три экипажа полка нанесли торпедный удар по транспорту "Ташкент" (до 1932 г. "Holger"), который захватили фашисты и ремонтировали его в порту Феодосии.
В зимнее время также выполнялись полёты на доставку продовольствия и боеприпасов крымским партизанам. Грузы размещались в мешках, оснащённых парашютной системой. Их сбрасывали по опознавательным знакам, которые на земле выкладывали партизаны.
С началом контрнаступления советских войск в битве за Кавказ в январе 1943 года полк в составе ВВС Черноморского флота поддерживал наступательные операции сухопутных войск. Экипажи наносили бомбовые удары на Новороссийском направлении и в Керчи.  На самолётах, вооружённых торпедами, выполнялись вылеты на свободную охоту у берегов Крыма и Румынии. Номенклатура 450 мм авиационных торпед включала два типа. Низковысотные 45-36АН, свободнопадающие, сбрасывались прицельно с высоты 20 — 30 метров. Высотные 45-36АВ, с парашютом, сбрасывались на высотах от 300 метров и выше. После приводнения парашют отцеплялся, и торпеда начинала циркулировать — описывать круги среди вражеских кораблей.
В феврале и в марте 1943 года экипажи полка выполняли полёты на бомбардировки порта в Тамани, и на минные постановки в Керченском проливе. Действия полка препятствовали отступающему противнику отводить свои войска с Тамани в Крым. Для поражения целей на большой площади применялись ротативно-рассеивающие авиабомбы РРАБ.
Ночью 13 марта экипажи нанесли бомбовый удар по плавсредствам в Керчи. Затем последовал комбинированный удар: постановка мин в Керченском проливе и бомбардировка аэродрома Багерово. Кроме осколочных, фугасных и зажигательных бомб были, впервые в боевой практике полка, применены более двухсот ампул с самовозгорающейся зажигательной смесью КС.
По состоянию на 25 марта 1943 года в составе 5-го гв. МТАП числилось 21/16 самолётов Ил-4.
Днём 30 марта восемнадцать экипажей в составе двух девяток Ил-4 нанесли бомбовый удар по портовым сооружениям и кораблям в Южной бухте Севастополя. С целью дезинформации противника накануне было открыто объявлено о подготовке к налёту на порт Констанца. Вечером московское радио передало: «Авиация Черноморского флота наносила удары по транспортам и десантным средствам противника в районе Севастополя. В результате ряда атак были потоплены и повреждены три транспорта, две десантные баржи и много малых судов». От имени военного совета командующий Черноморским флотом объявил благодарность личному составу. Удар по кораблям в Севастополе 30 марта 1943 года вошёл в историю полка как показательный и долго служил образцовым примером при выполнении подобных заданий.
В апреле в полк прибыло пополнение — 9 экипажей с ВВС ТОФ, 4 экипажа полка уехали на Дальний восток (произведена ротация).
Во второй половине апреля экипажи полка продолжали оказывать помощь крымским партизанам. Несколько раз ночные удары наносились по аэродрому и порту в Анапе. Выполнялись полёты во взаимодействии с подводными лодками. Лётные экипажи и подводники обменивались данными об обнаруженных конвоях.
Со 2 по 22 мая экипажи полка перегнали с авиазавода в Иркутске 5 новых самолётов Ил-4. В это время экипажи занимаются в основном минными постановками. Постановку мин продолжили в летние месяцы. 19 июня десять самолётов полка перебазировались на аэродром Геленджик, с которого выполняли ночные вылеты на минирование фарватера р. Дунай. К июлю в Геленджик, который использовался как аэродром подскока, перебазировалась большая часть активно действующих экипажей. Для минирования акваторий применялись авиационные мины Гейро АМГ-1. Во второй половине августа 1943 года выполнялись полёты минирование фарватера р. Дунай в глубокому тылу противника, в районе города Джурджу. Для обеспечения заданной дальности в бомболюках Ил-4 были подвешены дополнительные бензобаки. Продолжительность вылетов достигала 10 часов.
В первой декаде сентября полк обеспечивал боевые действия 18-й армии и ЧФ в ходе Новороссийской десантной операции. В ночь на 10 сентября семь экипажей ударом у деревни Кирилловка создали створ из пожаров. Это был ориентир для торпедных катеров с десантом морской пехоты в порту Новороссийска.   Осенью полк окончательно перебазировался на аэродром Геленджик и занимался разведкой и нарушениями морских коммуникаций противника. Также экипажи полка привлекались для нанесения бомбовых ударов, и для доставки грузов партизанам. Выполнялись полёты на десантирование разведгрупп в тыл противника.
К началу 1944 года в полку имелось 27 самолётов и 21 экипаж.
С конца января 1944 года 5-й гв. МТАП перебазировался на аэродром Сокологорное юго-западнее Мелитополя, где находился до середины мая. Часть самолётов полка была перебазирована на аэродром Скадовск и вошла в состав Скадовской авиагруппы.
В апреле главной задачей полка стала блокада Крымского полуострова со стороны моря. Для этого 11 и 13 апреля экипажи полка выполнили вылеты на минные постановки на подходах к Севастополю, а 12 апреля — у Сулины. Кроме того, полк продолжал наносить удары по кораблям противника в море и доставлять оружие и продовольствие партизанам. 18 апреля несколько экипажей полка выполняли необычное задание: доставку самолётами Ил-4 авиационного бензина в Одессу для 11-го гв. ИАП, который базировался к этому времени на аэродром Школьный. За один день 8 самолётов перевезли 48 тонн горючего — на 100 вылетов истребителей. Эту задачу полк периодически выполнял и в мае.
В мае 1944 года экипажи полка работали по Севастополю, нанося удары по плавсредствам. Во время этих вылетов погибло 11 самолётов и 8 экипажей.
Во второй половине мая полк вернулся на свой довоенный крымский аэродром Сарабуз.
20 августа 1944 года 14 Ил-4 5-го гв. МТАП приняли участие в воздушной операции по уничтожению сил противника в военно-морской базе Констанца. 21 августа были выполнены последние боевые вылеты.
7 ноября 1944 года, за участие в операции по нанесению ударов по Сулине и Констанце, полку было присвоено почётное наименование «Констанцский».

### Послевоенная история полка
Осенью 1944 года полк перелетел на аэродром Саки, а к январю 1945 года полк базировался на аэродром Сарабуз.
С 13 февраля по 15 апреля 1945 года на базе 5-го гв. МТАП проходили войсковые испытания торпедоносца Ту-2Т.
В конце 1947 года, на основании циркуляра НГШ ВМС № 0036 от 07.10.1947 года, полк был переведён на четырёхэскадрильный штат № 98/705.
К 1949 году полк был перевооружён на торпедоносцы Ту-2Т.
В конце 1940-х годов полк из 2-й гв. МТАД передали в состав 88-й ДБАД (бывш. 13-я АДПБ) ВВС ЧФ.
С февраля (мая?) 1951 года 5-й гв. МТАП начал перевооружаться на самолёты Ту-14Т, а с июля в полку проводились войсковые испытания данного самолёта. Так как летный состав полка не эксплуатировал ранее самолёты с носовым колесом, то для переучивания был выделен самолёт B-25 «Митчелл». После освоения данной машины летный состав приступил к освоению реактивного бомбардировщика Ил-28, а в середине июня 1951 года — торпедоносца Ту-14. 18 августа самолёты полка приняли участие в параде в Москве, в честь дня Воздушного флота СССР.
На основании директивы ГШ ВМФ №ОМУ/4/53280 от 30.08.1955 г., 5-й гв. МТАП был передан из состава 141-й МТАД (бывш. 688-я МТАД) в состав вновь формируемой 88-й ТБАД СпН ВВС ЧФ и переименован в 5-й гв. тяжелобомбардировочный авиационный полк специального назначения. В составе этой дивизии полк находился до 1961 года.
В апреле 1956 года в полк стали поступать самолёты-торпедоносцы Ту-16Т, а в 1957 году, личный состав полка вторым в Авиации ВМФ (после 124-го МТАП) освоил ракетную систему «Комета».
В соответствии с директивой ГШ ВМФ №ОМУ/4/ 30353 от 03.10.1957 года, 5-й гв. ТБАП был переименован в 5-й гв. минно-торпедный авиационный полк дальнего действия в составе 88-й МТАД ДД.
В 1959 году в штате полка был один самолёт Ту-4КС, для освоения ракетной системы.
С ноября 1960 года полк перебазировался с аэродрома Гвардейское на аэродром Весёлое, где оставался все последующие годы, вплоть до своего расформирования. Первоначально на новое место была перебазирована авиатехника, а личный состав полка продолжал жить в гарнизоне Гвардейское, пока не были построены жилые дома. После перебазирования полк начал осваивать ракетную систему Ту-16К-10. Переучивание личного состава полка проходило на Северном Флоте.
1 мая 1961 года, в связи с преобразованием МТА в ВВС ВМФ в Морскую Ракетоносную Авиацию (МРА), на основании приказа МО СССР № 0028 от 20.03.1961 года и приказа ГК ВМФ № 048 от 13.04.1961 года, 5-й гв. МТАП ДД был переименован в 5-й гвардейский отдельный морской ракетоносный авиационный полк. Полк стал отдельным, так как дивизия подлежала расформированию. На вооружении полка были самолёты Ту-16 различных модификаций, а в звене управления имелись лёгкие транспортные самолёты Як-12.
На День ВМФ и ВВС, в июле и августе 1961 года, экипажи полка на самолётах Ту-16 с подвешенными ракетами К-10 участвовали в воздушном параде над Москвой и Ленинградом. Полк готовился к параду в течение месяца, базируясь на аэродроме Мигалово. После парада управление полка и командование АЭ были на торжественном приёме в Кремле, где Генеральный секретарь ЦК КПСС Н. С. Хрущёв вручил отличившимся авиаторам правительственные награды. В это же время экипаж майора Ю. Г. Герчио выполнил, первым среди строевых экипажей МА ВМФ, практический пуск крылатой ракеты К-10 по танкеру «Чкалов» на 77-м морском полигоне. Подготовка к пуску велась в Николаеве, на аэродроме Водопой, в обстановке строжайшей секретности. Руководителем сборов был начальник 33-го Учебного Центра Авиации ВМФ ГСС генерал-лейтенант И. Т. Карпенко.
В марте 1964 года 8 экипажей полка выполняют беспосадочный перелёт на Тихоокеанский флот с двумя дозаправками в воздухе. В 1965 году в звено управления полка пришёл самолёт Ту-104. Эта машина использовалась для пассажирских перевозок в интересах командования полка и штаба ВВС Черноморского флота. В 1971 году 2-я гв. МРАД была вновь сформирована, но уже с дислокацией управления на аэродроме Гвардейское. Полк вошёл в состав дивизии, без изменения места дислокации.
В преддверии 40-летия победы Советского народа в Великой Отечественной войне, в 1985 году командование ВВС ЧФ возбудило ходатайство о награждении полка за заслуги в годы войны и в послевоенное время орденом Красного Знамени. Однако при вручении награды личный состав полка, уже заготовивший различные значки и вымпелы с почётным названием «Гвардейский Констанцский Краснознамённый» с удивлением узнал, что 4 мая полк удостоен ордена Отечественной Войны I степени. В 1985 году полк переучился на Ту-22М3. Эскадрилья вспомогательных самолетов обеспечения продолжала эксплуатировать Ту-16.
По состоянию на 1992 год в полку имелось 20 самолётов типа Ту-22М3 и 15 Ту-16 различных модификаций.
15 ноября 1994 года, в день своего рождения, 5-й гв. МРАП, базирующийся на аэродроме Весёлое в Крыму, был расформирован. Самолёты сначала передали в 943-й МРАП, а после расформирования и этого полка 19 самолётов отошли России, 20 самолётов — Украине. Впоследствии российские Ту-22М3 передали в 444-й ЦБП и ПЛС ВВС ВМФ в г. Остров (3 машины) и 568-й гв. ОМРАП ВВС ТОФ (аэродром Каменный ручей, 16 машин).
Аэродром Весёлое был выведен из эксплуатации в апреле 1995 года.

## Авиационные происшествия (после ВОВ)
- 17 ноября 1978 года. КК заместитель командира эскадрильи майор А. Н. Вишневский с инструктором зам. командира полка подполковником Н. П. Федоровым выполняли разведку погоды. При заходе на посадку в СМУ и видимости до 800 м на аэродром Весёлое. При снижении уклонились от посадочного курса. Продолжая снижение в тумане, на удалении 150—200 м до торца ВПП самолёт с креном столкнулся с землёй, разрушился и сгорел. Погибли: КК Вишневский, инструктор Фёдоров и второй штурман ст. л-т Кабарухин Н. И., остальные живы.
- 21 августа 1992 года. Самолёт Ту-22М3, КК м-р Рылин А. А. Пожар на борту, потеря поперечного управления. Экипаж благополучно катапультировался.

## Командиры полка
- А. Г. Биба (октябрь 1939 г. — ноябрь 1941 г.);
- Н. А. Токарев (ноябрь 1941 г. — октябрь 1942 г., погиб 30 января 1944 г.);
- В. П. Канарев (октябрь 1942 г. — сентябрь 1943 г.);
- Г. П. Поплавский (октябрь—декабрь 1943 г.);
- М. И. Буркин (март—ноябрь 1944 г.);
- А. А. Нагаев (1944—1946 гг.);
- Н. Д. Саликов (май 1946 г. — июнь 1947 г.);
- В. М. Дубина (1957—1963 гг.);
- Дятлов (1963—1964 гг.);
- И. Войцицкий (1965—1970 гг.);
- В. И. Гришин (1970—1975 гг.);
- Г. К. Тхоржевский (1975—1976 гг.);
- И. Г. Новиков (1976—1979 гг.);
- Ю. Г. Заря (1979—1981 гг.);
- Ю. И. Лазарев (с 1981 г.);
- П. А. Гудымов (до 1988 г.);
- В. Г. Андреев (1988—1991 гг.);
- С. М. Винокуров (1991—1993 гг.);
- С .Ю. Орлов (1993—1994 гг.).

## Награды и почётные наименования
| Награда (наименование)                  | Дата награждения     | За что получена |
| --------------------------------------- | -------------------- | --- |
| Почётное звание «Гвардейский»           | 03.04.1942 г.        | [ 5 ] |
| Почётное наименование \| «Констанцский» | 7 сентября 1944 года | Соединениям и частям Черноморского флота, отличившимся в боях за овладение портом «Констанца» присвоить наименование «Констанцский» |
| Орден Отечественной войны I степени     | 4 мая 1985           | За заслуги в годы войны и в послевоенное время                                                                                      |

## Герои Советского Союза
- Аглотков, Фёдор Николаевич, гвардии капитан, штурман 1-й эскадрильи.
- Дуплий, Сергей Прокофьевич, гвардии майор, штурман полка.
- Жестков, Александр Иванович, гвардии старший лейтенант, командир звена 1-й эскадрильи.
- Канарев, Виктор Павлович, гвардии подполковник, командир полка.
- Киценко, Иван Иванович, гвардии старший лейтенант, командир звена 3-й эскадрильи.
- Лобанов, Евгений Александрович, гвардии капитан, заместитель командира 3-й эскадрильи.
- Минаков, Василий Иванович, гвардии старший лейтенант, командир звена 1-й эскадрильи.
- Минчугов, Дмитрий Михайлович, гвардии майор, командир 2-й эскадрильи.
- Толмачёв, Александр Фёдорович, гвардии майор, штурман полка.
- Черниенко, Георгий Георгиевич, гвардии майор, командир 3-й эскадрильи.

## Авиационная техника на вооружении полка
ДБ-3Б, Ил-4, Ту-4, Ту-14Т, Як-12, Ту-16, Ту-104, Ту-22М3.